# マシンガン・ケリー

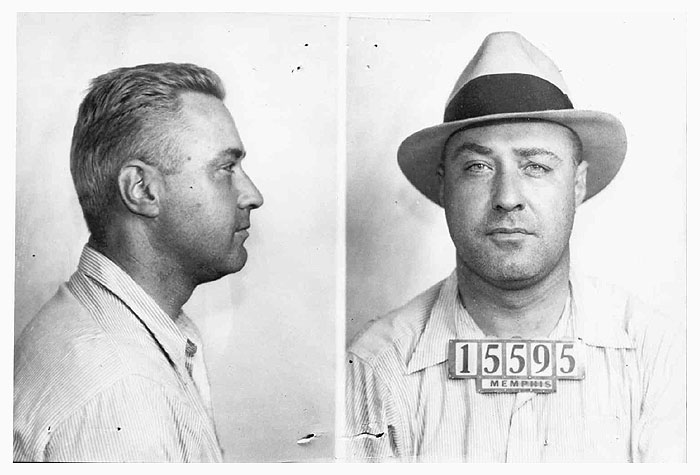
逮捕された際のマグショット。1933年9月

マシンガン・ケリー（Machine Gun Kelly）ことジョージ・ケリー・バーンズ（George Kelly Barnes、1895年7月18日 - 1954年7月18日）は、アメリカ合衆国のギャング。
狂騒の20年代から禁酒法時代にかけて、密造酒の製造及び武装強盗そして誘拐など多岐にわたる犯罪を犯し、禁酒法時代を代表する1人として数えられている。

## 生涯

### 初期
ケリーは1895年7月18日、テネシー州メンフィス市の裕福な家庭で生まれた。子供時代の彼は特に問題も起こさずに、彼の家族は彼を伝統的な雰囲気の中で育てた。
ケリーはアイドルワイルド中学を卒業後、メンフィスで最も古い公立高校であるセントラル高校に進学した。そして1917年、ミシシッピ州立大学（Mississippi State University）に農業を学ぶ為に進学するが、ここで彼の人生におけるつまづきの兆候が始まった。ケリーは頭の悪い学生だと思われ、勉学の成果は芳しくなく、しょっちゅう教職員とトラブルを起こしていた。
学生生活を送る間、彼はジュネーヴ・ラムジー（Geneva Ramsey）に出会いそして間もなく結婚し2人の子供をもうけた。しかし、彼は実家からの金銭的支援には頼らず生活を補う為、タクシードライバー等をしてなんとか生計を立てていた。だが、ケリーの父がラムジーを嫌っていたのと、そして金銭的な問題が解決しなかったこともあり、結婚生活はまもなく破綻した。

### 犯罪

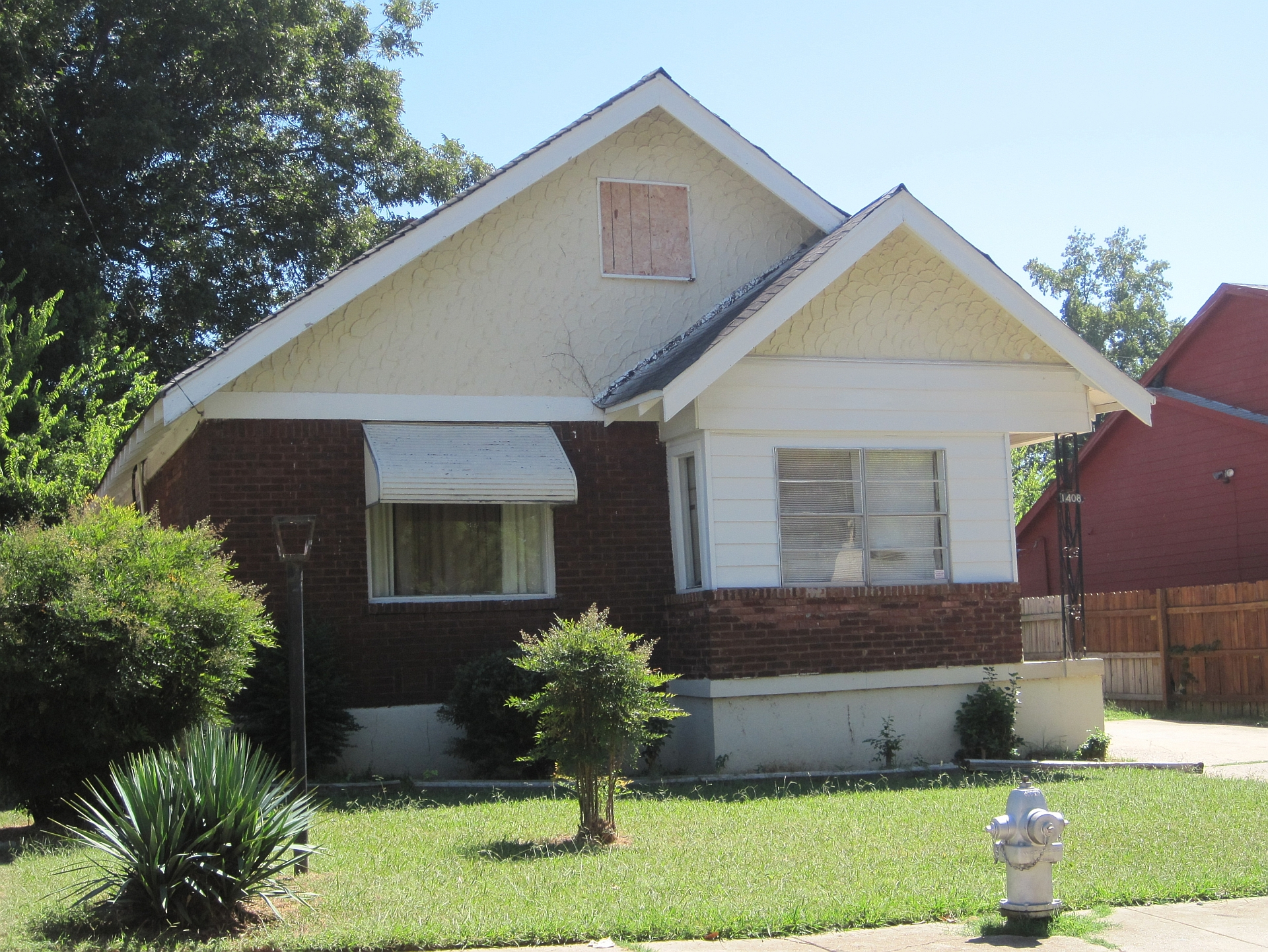
ケリーが逮捕直前まで住んでいた隠れ家

1920年代から30年代にかけての禁酒法の時代。他の犯罪者達と同様、彼も酒の密造に手を染めることにした。しかし、それも長くは続かず、メンフィス警察と何回か小競り合いしたあと、彼は新しいガールフレンドと共に町を出ることにした。
そして、彼は当局から身元を隠す為、名前をジョージ・R・ケリーに変え、引き続き密造酒作りやちっぽけな犯罪を続けていた。1928年、インディアン居留地で酒の密造をしていたかどでオクラホマ州タルサで逮捕され、カンザス州レブンワース連邦刑務所で懲役3年の刑を言い渡された。1928年2月11日にレブンワース連邦刑務所に収監されたが、彼はそこを模範囚として過ごし、早期釈放された。
その後まもなく、ケリーはキャサリン・ソーン（Kathryn Thorne）と結婚。彼女はケリーの為にトンプソン・サブマシンガンを購入、そして暗黒街に彼の名を広める為にどんな手段をもいとわない人であった。
一部の歴史家は、小さな銀行強盗を繰り返していたケリーに「マシンガン・ケリー」と名付けたのも彼女だと主張している。
しかし、そんな苦労も犯罪稼業もオクラホマシティで起こした誘拐事件で終わりが見えてきた。1933年7月20日、ケリーらはオクラホマシティに住むチャールズ・F・アーシェル（Charles F. Urschel）と彼の友人ウォルター・R・ジャレット（Walter R. Jarrett）を誘拐、犯行時周囲に気を配り慎重に行動し誘拐に成功したが、その際、犯行現場に指紋などの証拠を残していた。これが後にFBIに送られることになった。犯行から56日後、調査の結果ケリーらはメンフィスにあるJ・C・ティチェノール（J.C. Tichenor）の所有する家に潜んでいることが判明。ケリーらを逮捕する為、アラバマ州バーミングハムからFBI特別捜査官がメンフィスへ送られた。1933年9月26日早朝、FBIとメンフィス警察がケリーの隠れ屋を急襲、ケリーとその妻キャサリンは逮捕された。
この逮捕の際、ケリーは武器を持たずにFBIらの前に出でて「撃つなGメン!撃つなGメン!（"Don't shoot, G-Men! Don't shoot, G-Men!"）」と叫んだと言われている。このGメンという言葉はそれまでは単に「政府の役人（'Government Men'）」を指す言葉であったが、この事件以降はFBI特別捜査官を指す言葉になった（「Gメン」に関しては、同時代に活躍したギャング、ジョン・デリンジャーがFBI捜査官に叫んだ言葉との説もある）。
のちに公表された、急襲状況をまとめた報告書によると、ケリーはドアに来てピストルを落とし、「一晩中お前たちを待っていた」と言ったと記されている。
最近の研究により、ケリー逮捕に関わった捜査官へのインタビュー記事が発表された。それによると、ケリーらがFBIらに包囲された際、キャサリンが彼に対し「彼らは私達を生きてここから脱出させてはくれないだろう」と語ったとのコメントを残している。そしてGメンという言葉を作ったのはキャサリンだったということが判明した。 しかし、FBIは自身の評判を上げる為、事実を隠し、Gメン神話を利用し続けた。
1933年10月12日、ジョージおよびキャサリン・ケリーは有罪と判決され、終身刑が宣告された。キャサリンおよび誘拐に加担していた彼女の母親は容疑をすべて否認、2人は1958年に釈放された。
アーシェル誘拐事件とその他二つの事件は、いくつかの点でアメリカの歴史に名を残すものとなった。まず、最初で最後の映像撮影の許可された連邦刑事裁判であったこと、そして、リンドバーグ法（Lindbergh Law。リンドバーグ愛児誘拐事件を教訓に制定された）施行後、最初の裁判であったこと、J・エドガー・フーヴァー長官率いるFBIによって解決された最初の大事件であったこと、犯人を護送する際に初めて飛行機が使用されたことである。

### 死
その後、ケリーは刑務所で残りの21年を過ごした。アルカトラズ刑務所に収監されていた時は、「ポップガン・ケリー」というニックネームで呼ばれていた。

1954年7月18日、彼の59歳の誕生日にレブンワース連邦刑務所にて心臓発作を起こし死亡した。